# Kuří oko
Kuří oko (medicínsky clavus), je ztluštění svrchní vrstvy kůže (hyperkeratóza), vyvolané fyzikální příčinou – tlakem na postižené místo v blízkosti kloubu.

## Příčina vzniku a léčení
Příčinou vzniku může být nevhodná obuv, ale i ortopedická vada např. vbočený palec (hallux valgus). Léčí se zpravidla náplastmi obsahujícími kyselinu salicylovou, či zákrokem pedikéra.